# Юнгер, Иоганн Фридрих
Иоганн Фридрих Юнгер (нем. Johann Friedrich Jünger; 15 февраля 1756, Лейпциг, курфюршество Саксония — 25 февраля 1797, Вена) — немецкий писатель, комедиограф, драматург, переводчик. Доктор права.

## Биография
Сын купца. Родственник поэта Х. Ф. Вейсе. В течение 4-х лет изучал коммерцию. Позже, изучал педагогику, литературу и право в Лейпцигском университете.
В 1780 году Юнгер стал доктором права. Поселившись в Лейпциге, занялся репетиторством, литературной деятельностью и переводами с английского и французского языков. При этом он свёл знакомство с известным издателем Георгом Иоахимом Гёшеном, который, в свою очередь, в 1785 году познакомил его с Фридрихом Шиллером. Вместе с Шиллером, Кёрнером и актёром Иоганном Фридрихом Рейнеке Юнгер провёл лето 1785 года в деревне Голис под Лейпцигом. После отъезда Шиллера в Дрезден осенью того же года их дружеский союз, однако, распался.
В 1787 году Юнгер отправился в Вену с намерением преуспеть в драматургии. После нескольких неудачных попыток он был принят в труппу Венского дворцового театра (Бургтеатр) под руководством Иоганна Франца Брокмана. После того, как Бургтеатр столкнулся с финансовыми трудностями через несколько лет, режиссёр и директор Брокман был заменён советом директоров и, среди прочего, уволил Юнгера.
С этого времени Юнгер жил в очень плохих условиях и больше ничего не публиковал. Помимо проблем со зрением, он, вероятно, страдал от тяжелой депрессии.
В 1797 году Иоганн Фридрих Юнгер умер от нервной лихорадки.

## Творчество
Юнгер — автор лёгких комедий, подражавших французским образцам (Ф. Детуш, Мольер, П. Мариво) и комических романов.

## Избранные произведения
- De conditione nominis ferendi ultimis voluntatibus adscripta. (Leipzig 1780)
- Lustspiele. (Leipzig 1785—1790)
- Komisches Theater. (Leipzig 1792—1794)
- «Die beiden Figaro» (1794)
- Theatralischer Nachlaß. (Regensburg 1803—1804)